# Cougar Club
Cougar Club es una película de comedia estadounidense de 2007 dirigida por Christopher Duddy. La película detalla los intentos de dos graduados universitarios, Marshall Hogan III y Spence Holmes, de encontrar dirección en la vida. Mientras trabajan como pasantes para abogados de divorcios abusivos, se les ocurre un plan para ganar dinero con la pasión que es el orgullo de Hogan y el deseo secreto de Spence: tener sexo con cougars. Algunas de las "cougars" son interpretadas por actrices como Faye Dunaway y Carrie Fisher.

## Reparto
- Jason Jurman como Spence Holmes
- Warren Kole como Marshall Hogan III
- Joe Mantegna como Sr. Stack
- Kaley Cuoco como Amanda
- Izabella Scorupco como Daniella Paige Stack
- Chyna como Teddy Archibald
- Jon Polito como el Sr.Archibald
- Loretta Devine como Dolly
- Jeremy Rowley como Karl
- Scott Michael Campbell como el Sr. Conrad
- Mo Collins como Cindy Conrad
- Molly Cheek como la Sra. Holmes
- Robin Thomas como el Sr. Holmes
- Carrie Fisher como Glady Goodbey
- Carolyn Hennesy como la jueza Margaret Emerson
- Faye Dunaway como Edith Birnbaum
- Joely Fisher como Lullu
- Norm Crosby como Stan Birnbaum
- Nicole Rayburn como Casey Dixon
- Joe Bucaro III como propietario de un automóvil BMW
- Bunny Gibson como una Cougar

## Estreno
La película fue estrenada el 19 de mayo de 2007, antes de ser lanzada en DVD el 13 de noviembre de 2007.

## Recepción
Cougar Club recibió reseñas generalmente negativas de parte de la audiencia. En el sitio web agregador de reseñas Rotten Tomatoes, la película posee de parte de la audiencia una aprobación de 17%, basada en más de 1000 votos, con una calificación de 2.2/10.
En el sitio IMDb los usuarios le asignaron una calificación de 4.0/10, sobre la base de más de más de 3600 votos, mientras que en la página web FilmAffinity la película tiene una calificación de 4.1/10, basada en 25 votos.